# 磁浮高鉄駅
磁浮高鉄駅（じふこうてつえき）は、中華人民共和国湖南省長沙市雨花区に所在する長沙磁浮快線の鉄道駅。長沙南駅、長沙火車南駅に隣接している。

## 歴史
2016年5月6日に開業した。

## ホーム
総床面積は11129平方メートルで、地下一階、地上二階の三層構造になっている。地下一階が改札、地上二階がホームとなっており、相対式ホームが二面設置されている。
|                 | 降車ホーム |              |        |
| 地上 二階       |            |              |        |
| 磁浮㮾梨駅方面→ |            |              |        |
| 乗車ホーム      |            |              |        |
| 地上 一階       | 設備室     | 設備室       | 設備室 |
| 地下 一階       | 改札階     | 出入口、改札 |        |

## 駅周辺
詳細は長沙南駅を参照。
- 国鉄長沙南駅
- 長沙地下鉄長沙火車南駅

## 隣の駅
長沙地下鉄
■長沙磁浮快線
磁浮高鉄駅 - 磁浮㮾梨駅